# Superligaen 1991-1992
La Superligaen 1991-1992 è stata la 79ª edizione della massima serie del campionato di calcio danese e 2ª come Superliga, conclusa con la vittoria del Lyngby BK, al suo secondo titolo.
Il campionato si svolgeva in due fasi: nella prima, quella autunnale, le dieci squadre si affrontavano in un girone all'italiana con partite di andata e ritorno, al termine della quale le ultime due formazioni retrocedono. Nella fase primaverile le restanti otto formavano un nuovo girone all'italiana per stabilire la squadra campione e i piazzamenti per la Coppa Uefa. I punti finali sono dati dalla somma della metà dei punti della fase autunnale, più quelli di quella primaverile, mentre per la classifica cannonieri si tiene conto solo dei gol dell'ultima fase.
Il capocannoniere del torneo è stato Peter Møller dell'Aalborg BK con 17 reti.

## Autunno 1991
|    | Classifica   | G  | V | N | P  | GF | GS | DR  | Pti |
| -- | ------------ | -- | - | - | -- | -- | -- | --- | --- |
| 1  | Brøndby IF   | 18 | 8 | 8 | 2  | 30 | 18 | +12 | 24  |
| 2  | Lyngby BK    | 18 | 8 | 7 | 3  | 32 | 18 | +14 | 23  |
| 3  | B 1903       | 18 | 8 | 5 | 5  | 32 | 26 | +6  | 21  |
| 4  | Aalborg BK   | 18 | 6 | 7 | 5  | 29 | 25 | +4  | 19  |
| 5  | Aarhus GF    | 18 | 6 | 7 | 5  | 19 | 19 | 0   | 19  |
| 6  | BK Frem      | 18 | 5 | 7 | 6  | 25 | 27 | -2  | 17  |
| 7  | Næstved      | 18 | 6 | 4 | 8  | 33 | 34 | -1  | 16  |
| 8  | Silkeborg IF | 18 | 6 | 4 | 8  | 24 | 30 | -6  | 16  |
| 9  | Vejle        | 18 | 6 | 2 | 10 | 24 | 30 | -6  | 14  |
| 10 | Odense       | 18 | 4 | 3 | 11 | 28 | 49 | -21 | 11  |

## Primavera 1992
|   | Classifica   | G  | V | N | P | GF | GS | DR  | Pti |
| - | ------------ | -- | - | - | - | -- | -- | --- | --- |
| 1 | Lyngby       | 14 | 9 | 2 | 3 | 22 | 7  | +15 | 32  |
| 2 | B 1903       | 14 | 8 | 2 | 4 | 23 | 11 | +12 | 29  |
| 3 | BK Frem      | 14 | 6 | 5 | 3 | 20 | 12 | +8  | 26  |
| 4 | Aarhus GF    | 14 | 5 | 3 | 6 | 18 | 15 | +3  | 23  |
| 5 | Aalborg BK   | 14 | 4 | 5 | 5 | 16 | 19 | -3  | 23  |
| 6 | Silkeborg IF | 14 | 5 | 4 | 5 | 13 | 20 | -7  | 22  |
| 7 | Brøndby IF   | 14 | 4 | 2 | 8 | 16 | 24 | -8  | 22  |
| 8 | Næstved      | 14 | 2 | 3 | 9 | 13 | 33 | -20 | 15  |

## Verdetti
- Lyngby Campione di Danimarca 1991.
- Lyngby ammesso alla UEFA Champions League 1992-1993.
- B 1903 e BK Frem ammesse alla Coppa UEFA 1992-1993 (il titolo del B 1903 passerà poi all'FC København).
- Vejle e Odense retrocesse.